# Tàngara crestagroga
La tàngara crestagroga (Trichothraupis melanops) és un ocell de la família dels tràupids (Thraupidae).

## Hàbitat i distribució
Habita la selva pluvial, clars, boscos densos i vegetació secundària als turons i muntanyes de l'est del Perú, l'est i sud-est de Bolívia, Paraguai, sud i sud-est del Brasil i nord-est de l'Argentina.